# MTV Europe Music Award al miglior artista indiano
L'MTV Europe Music Award al miglior artista indiano (MTV Europe Music Award for Best Indian Act) è uno dei premi principali degli MTV Europe Music Awards, che viene assegnato dal 2012.

## Albo d'oro

### Anni 2010
| Anno | Vincitore              | Nominati                                                                     |
| ---- | ---------------------- | ---------------------------------------------------------------------------- |
| 2012 | Alobo Naga & The Band  | - Bandish Projekt - Indus Creed - Menwhopause - Oliver Sean                  |
| 2013 | Yo Yo Honey Singh      | - Amit Trivedi - AR Rahman - Mithoon - Pritam                                |
| 2014 | Yo Yo Honey Singh      | - Meet Bros Anjjan - Pritam - Vishal–Shekhar                                 |
| 2015 | Priyanka Chopra        | - Indus Creed - Monica Dogra - The Ska Vengers - Your Chin                   |
| 2016 | Prateek Kuhad          | - Anoushka Shankar - Bandish Projekt - Monica Dogra - Uday Benegal & Friends |
| 2017 | Hard Kaur              | - Yatharth - Nucleya - Parekh & Singh - Raja Kumari                          |
| 2018 | Big Ri and Meba Ofilia | - Raja Kumari ft. Divine - Monica Dogra & Curtain Blue - Skyharbor - Nikhil  |
| 2019 | Emiway Bantai          | - Komorebi - Parikrama - Prateek Kuhad - Raja Kumari                         |

### Anni 2020
| Anno | Vincitore    | Nominati                                                                    |
| ---- | ------------ | --------------------------------------------------------------------------- |
| 2020 | Armaan Malik | - Divine - Kaam Bhaari - Prabh Deep - Siri & Sez on the Beat                |
| 2021 | Divine       | - Ananya Birla - Kaam Bhaari x Spitfire x Rākhis - Raja Kumari - Zephyrtone |
| 2022 | Armaan Malik | - Badshah - Gurbax - Raja Kumari - Zephyrtone                               |
| 2023 | Tsumyoki     | - Dee MC - Divine - Mali - When Chai Met Toast                              |
| 2024 | Mali         | - Armaan Malik - Chirag Todi - Dee MC & EPR - Hanumankind - Kamakshi Khanna |